# Jeździectwo na Letnich Igrzyskach Olimpijskich 1920 – WKKW indywidualnie
WKKW indywidualnie – jedna z konkurencji jeździeckich na Letnich Igrzyskach Olimpijskich 1920. Zawody odbyły się w dniach 6-10 września. W zawodach uczestniczyło 25 zawodników z 8 państw.

## Wyniki
Wyniki indywidualne były podstawą do stworzenia klasyfikacji końcowej w konkurencji drużynowej.
| Miejsce | Zawodnik / Koń                       | 50 km  | 20 km  | Skoki  | Wynik   |
| ------- | ------------------------------------ | ------ | ------ | ------ | ------- |
| 1       | Helmer Mörner / Germania             | 900,00 | 555,00 | 320,00 | 1775,00 |
| 2       | Åge Lundström / Ysra                 | 900,00 | 570,00 | 268,75 | 1738,75 |
| 3       | Ettore Caffaratti / Caniche          | 862,50 | 600,00 | 271,25 | 1733,75 |
| 4       | Roger Moeremans d'Emaüs / Sweet Girl | 787,50 | 600,00 | 265,00 | 1652,50 |
| 5       | Garibaldi Spighi / Otello            | 900,00 | 540,00 | 207,50 | 1647,50 |
| 6       | Harry Chamberlin / Nigra             | 870,00 | 570,00 | 128,75 | 1568,75 |
| 7       | William West / Black Boy             | 900,00 | 570,00 | 88,75  | 1558,75 |
| 8       | Georg von Braun / Diana              | 870,00 | 630,00 | 43,75  | 1543,75 |
| 9       | Knut Gysler / Emden                  | 870,00 | 585,00 | 82,50  | 1537,50 |
| 10      | Oswald Lints / Martha                | 900,00 | 615,00 | 0,00   | 1515,00 |
| 11      | Eugen Johansen / Nökken              | 892,50 | 375,00 | 161,25 | 1428,75 |
| 12      | Jules Bonvalet / Weppelghem          | 885,00 | 255,00 | 252,50 | 1392,50 |
| 13      | Edouard Saint-Poulof / Josette       | 862,50 | 525,00 | 0,00   | 1387,50 |
| 14      | Giulio Cacciandra / Facetto          | 900,00 | 0,00   | 453,75 | 1353,75 |
| 15      | Camille de Sartiges / Jehova         | 855,00 | 495,00 | 2,50   | 1352,50 |
| 16      | John Burke Barry / Raven             | 870,00 | 480,00 | 0,00   | 1350,00 |
| 17      | Oskar Wilkman / Meno                 | 765,00 | 480,00 | 37,50  | 1282,50 |
| 17      | Jacques Misonne / Gaucho             | 862,50 | 420,00 | 0,00   | 1282,50 |
| 19      | Carlo Asinari / Savari               | 765,00 | 480,00 | 0,00   | 1245,00 |
| 20      | Idzard Sirtema / Good Shot           | 600,00 | 435,00 | 0,00   | 1035,00 |
| —       | Jules de Vregille / Grand Manitou    | 600,00 | DNF    | -      | DNF     |
| —       | Bjørn Bjørnseth / Lydia              | 600,00 | DNF    | -      | DNF     |
| —       | Gustaf Dyrsch / Salamis              | 600,00 | DNF    | -      | DNF     |
| —       | Sloan Doak / Deceive                 | 600,00 | DNF    | -      | DNF     |
| —       | André Vidart / Maxime                | 600,00 | DNF    | -      | DNF     |